# Ива Митева
Ива Митева Йорданова-Рупчева е българска юристка и политик, председател на XLV и XLVI народно събрание. Заместник-председател на XLVII народно събрание.

## Детство и образование
Родена е на 25 октомври 1972 година в Разград. Майка ѝ Пенка Митева е учителка по български език и литература в Гимназията с преподаване на чужди езици „Екзарх Йосиф“ в Разград, а баща ѝ инженер Митко Митев е бивш преподавател в Техникума по механотехника „Шандор Петьофи“ в Разград и съсобственик на Ремонтно-механичния цех, обслужващ фирма „Каолин“ АД – Сеново.
През 1996 година Митева завършва Софийския университет „Св. Климент Охридски“. Записва докторска програма „Конституционно право на Република България“ в Института за държавата и правото при Българската академия на науките с научен ръководител Емилия Друмева и на 1 юни 2021 година защитава докторска дисертация на тема „Смесени изборни системи за Народно събрание в Република България“.

## Кариера
От 1998 година работи в Министерството на правосъдието, а от 2000 година в Народното събрание – от държавен експерт до директор на дирекция „Законодателна дейност и право на Европейския съюз“. Член на експертните екипи за подготовка на предложения и обсъждане на промени в Конституцията на Република България.
От 2007 година активно участва в изработването на промените в изборните закони, като е членка на експертните екипи за изработване на проект на Изборен кодекс и за приемане на нов Изборен кодекс.
В периода 2017 – 2019 година е лектор по практическо нормотворчество в програма за следдипломна квалификация на Института по публична администрация към Министерския съвет на Република България и Софийския университет „Св. Климент Охридски“. Хонорувана преподавателка е в Нов български университет, департамент „Право“ – курс „Практическо нормотворчество“. Владее английски език.
Била е директор на Дирекцията по правни въпроси в Народното събрание.

## Председател на Народното събрание
На парламентарните избори в България през април 2021 година Ива Митева е избрана за депутат от 23 МИР София, където е втора след проф. Андрей Чорбанов в листата на „Има такъв народ“.
В първия работен ден на XLV народно събрание е избрана за председател. Нейни заместници са Цвета Караянчева от ГЕРБ-СДС, Кристиан Вигенин от БСП, Виктория Василева от „Има такъв народ“, Мукаддес Налбант от ДПС, Татяна Дончева от „Изправи се! Мутри вън!“ и Атанас Атанасов от „Демократична България“.
На 21 юли 2021 година е избрана за председател на XLVI народно събрание.

## Личен живот
Омъжена е и има едно дете – дъщеря.